# Косвенная функция полезности
В теории потребления, косвенная функция полезности отражает максимальную полезность потребителя в зависимости от цен {\displaystyle p} и от дохода {\displaystyle w}.
Функция называется косвенной, потому что обычно потребители рассматривают и оценивают наборы в зависимости от количества потреблённых товаров, а не от их цен. Косвенная функция полезности {\displaystyle v(p,\ w)} может быть вычислена из функции полезности {\displaystyle u(x)} через решение задачи максимизации полезности, откуда будет найден наиболее предпочитаемый набор {\displaystyle x(p,\ w)} (маршалловский спрос), тогда косвенная функция полезности будет равна {\displaystyle v(p,\ w)=u(x(p,\ w))}

## Свойства косвенной функции полезности
- не возрастает по ценам, так как увеличение цен не может сделать доступным тот набор, который соответствует большей полезности;
- не убывает по доходу, так как при возрастании дохода, как минимум, возможно потреблять прежний набор;
- однородна нулевой степени по ценам и доходу; если цены и доход возрастут пропорционально на одну и ту же величину (идеальная инфляция), функция не изменится;
- квазивыпукла относительно цен и дохода (p, w);
- непрерывна во внутренних точках (в силу теоремы о максимуме);
- если функция v(•) дифференцируема в точке {\displaystyle ({\overline {p}},{\overline {w}})}, маршалловский спрос может быть вычислен через тождество Роя: {\displaystyle x_{i}({\overline {p}},{\overline {w}})=-{\frac {\partial v({\overline {p}},\ {\overline {w}})/\partial p_{i}}{\partial v({\overline {p}},\ {\overline {w}})/\partial w}}}.